# Борисевич Іван Христианович
Іван Христианович (Хрисанфович) Борисевич (1910 , Одеса, Херсонська губернія  — 1957 , Одеса ) — радянський футболіст, нападник.

## Біографія
Вихованець футбольної школи Одеської джутової фабрики. Грав за команди «Динамо» Казань (1935—1936), «Динамо» (Одеса) (1938—1939) та «Харчовик» / «Спартак» (Одеса) (1940—1941, 1945).
У вищому дивізіону чемпіонату СРСР в 1938—1939 роках провів 30 матчів, забив шість голів. 
У складі одеського «Харчовика» став найкращим бомбардиром чемпіонату СРСР з футболу 1940 року (група «Б») — забив 15 голів у 26 матчах.
У дев'яти анульованих іграх вищого дивізіону чемпіонату СРСР 1941 року забив три голи.

## Особисте життя
Молодший брат Георгій також футболіст.
Іван Борисевич потонув у морі в 1957 році.